# Отрадокаменка
Отрадокаменка (укр. Одрадокам'янка) — село в Тягинской сельской общине Бериславского района Херсонской области Украины.
Почтовый индекс — 74341. Телефонный код — 5546. Код КОАТУУ — 6520685901.

## Население
Население по переписи 2001 года составляло 2285 человек.

### Языковой состав
Родной язык населения по данным переписи 2001 года:
| Язык       | Численность, чел. | Доля     |
| ---------- | ----------------- | -------- |
| Украинский | 2 076             | 90,85 %  |
| Русский    | 202               | 8,84 %   |
| Другое     | 7                 | 0,31 %   |
| Итого      | 2 285             | 100,00 % |

## Местный совет
74341, Херсонская обл., Бериславский р-н, с. Отрадокаменка, Вишнёвая ул., 5